# Sean Cody
Sean Cody는 미국의 게이 포르노 스튜디오이다.